# Irša
Irša (in russo Ирша?) è un insediamento di tipo urbano della Russia asiatica, situato nel Territorio di Krasnojarsk, appartiene al distretto Rybinskij.